# 中和街钟楼
中和街钟楼位于安徽省黄山市歙县县城徽城镇中和街与新南街转角处，向前数米即中山巷的入口。中和街钟楼建于民国，已列为歙县文物保护单位。